# Mistrzostwa Świata w Strzelectwie 1967 (ruchoma tarcza i rzutki)
Mistrzostwa Świata w Strzelectwie 1967 (ruchoma tarcza i rzutki) – drugie mistrzostwa świata w strzelaniu tylko do ruchomych tarcz i rzutków. Rozegrano je we włoskiej Bolonii lub Pistoi. 
Przeprowadzono wówczas sześć konkurencji dla mężczyzn i dwie dla kobiet. W klasyfikacji medalowej zwyciężyli reprezentanci ZSRR.

## Klasyfikacja medalowa
Gospodarze mistrzostw
| Pozycja | Kraj              | Złoto | Srebro | Brąz | Łącznie |
| ------- | ----------------- | ----- | ------ | ---- | ------- |
| 1       | ZSRR              | 3     | 4      | 3    | 10      |
| 2       | RFN               | 2     | 0      | 0    | 2       |
| 3       | Szwecja           | 1     | 1      | 1    | 3       |
| 3       | Włochy            | 1     | 1      | 1    | 3       |
| 5       | Belgia            | 1     | 0      | 0    | 1       |
| 6       | Stany Zjednoczone | 0     | 2      | 1    | 3       |
| 7       | Dania             | 0     | 0      | 1    | 1       |
| 7       | Polska            | 0     | 0      | 1    | 1       |

## Wyniki

### Mężczyźni
| Konkurencja                     | Złoto                                                                     | Wynik    | Srebro                                                                      | Wynik    | Brąz                                                                          | Wynik    |
| Strzelanie do ruchomej tarczy   |                                                                           |          |                                                                             |          |                                                                               |          |
| Ruchoma tarcza, 50 m            | Martin Nordfors                                                           | 171 pkt. | Władimir Wiesełow                                                           | 164 pkt. | Stig Johansson                                                                | 163 pkt. |
| Ruchoma tarcza, 50 m, drużynowo | ZSRR Andris Butsis Igor Nikitin Walerij Staratielew Władimir Wiesełow     | 638 pkt. | Szwecja Göte Gaard Runar Jakobsson Stig Johansson Martin Nordfors           | 624 pkt. | Stany Zjednoczone Robert Dickens John Kingeter Norman Skarpness Robert Yeager | 587 pkt. |
| Strzelanie do rzutków           |                                                                           |          |                                                                             |          |                                                                               |          |
| Skeet                           | Konrad Wirnhier                                                           | 198 pkt. | Jewgienij Pietrow                                                           | 197 pkt. | Jurij Curanow                                                                 | 197 pkt. |
| Skeet, drużynowo                | ZSRR Jurij Curanow Nikołaj Durniew Jewgienij Kondratiew Jewgienij Pietrow | 392 pkt. | Włochy Loris Beccheroni Giancarlo Chiono Luigi Rivoira Stefano Rivoira      | 375 pkt. | Dania O. Folting Benny Jensen K. Petersen Benny Seifert                       | 374 pkt. |
| Trap                            | Guy Renard                                                                | 283 pkt. | Raichard Loffelmacher                                                       | 282 pkt. | Adam Smelczyński                                                              | 282 pkt. |
| Trap, drużynowo                 | Włochy Silvano Basagni Ennio Mattarelli Angelo Scalzone Galliano Rossini  | 732 pkt. | Stany Zjednoczone James Beck Chris Bishop Billy Hicks Raichard Loffelmacher | 719 pkt. | ZSRR Aleksandr Alipow Karlo Daraselija Jurij Kostyliew Pawieł Sieniczew       | 716 pkt. |

### Kobiety
| Konkurencja | Złoto               | Wynik   | Srebro               | Wynik   | Brąz            | Wynik   |
| Skeet       | Łarisa Gurwicz      | 94 pkt. | Kławdija Smirnowa    | 93 pkt. | Mirella Lenzini | 85 pkt. |
| Trap        | Elisabeth von Soden | 86 pkt. | Walentina Gierasinia | 82 pkt. | Wiera Wierigina | 77 pkt. |